# Allen Jones
Allen Jones (* 1 septembrie 1937 în Southampton) artist englez făcând parte din mișcarea artistică Pop art.
1. ↑  Allen Jones, Jones, Allen[*]
2. ↑  Allen Jones, Brockhaus Enzyklopädie, accesat în 9 octombrie 2017
3. ↑  Allen Jones (sculptor), SNAC, accesat în 9 octombrie 2017
4. ↑  Allen JONES, Le Delarge
5. ↑  Allen Jones, The Fine Art Archive
6. 1 2  Artnet
7. ↑  ZKM Center for Art and Media Karlsruhe, accesat în 30 iunie 2022
8. 1 2  RKDartists
9. ↑   https://www.workwithdata.com/person/allen-jones-1937, accesat în 11 noiembrie 2024 Lipsește sau este vid: |title= (ajutor)
10. ↑  Museum of Modern Art online collection, accesat în 4 decembrie 2019
11. 1 2  RKDartists, accesat în 2 martie 2018